# Diana Atamaint
Shiram Diana Atamaint Wamputsar (Sucúa, 12 de mayo de 1972) es una ingeniera comercial y política ecuatoriana, siendo la primera integrante del pueblo shuar en ser legisladora. Es la presidenta del Consejo Nacional Electoral, desde 2018.

## Biografía
Nació el 12 de mayo de 1972 en Sucúa, provincia de Morona Santiago. Realizó sus estudios secundarios en el Colegio Río Upano y los superiores en la Universidad de Cuenca, donde obtuvo el título de ingeniera comercial. Posteriormente realizó una maestría en políticas públicas en la Facultad Latinoamericana de Ciencias Sociales.
A los 26 años fue nombrada técnica del Proyecto de Desarrollo de los Pueblos Indígenas y Negros del Ecuador, desarrollado por el Banco Mundial.

### Carrera política
Entró a la política en 2005 como diputada alterna de Sandra Palacios. Para las elecciones legislativas de 2006 fue elegida diputada nacional en representación de Morona Santiago por el Movimiento de Unidad Plurinacional Pachakutik, convirtiéndose en la primera legisladora del pueblo shuar. En noviembre de 2007 fue cesada de su cargo junto al resto de diputados por la Asamblea Constituyente de 2007.
En 2009 fue nombrada subsecretaria de la Amazonía del ministerio de agricultura, pero renunció al cargo para participar como candidata a asambleísta en las elecciones legislativas del mismo año. En las mismas ganó una curul en representación de Morona Santiago por Pachakutik.
Durante las protestas de la comunidad shuar a finales de 2009 participó como representante de los manifestantes en los diálogos con el Gobierno central.
En junio de 2012 la ministra de ambiente, Marcela Aguiñaga, demandó a Atamaint por injurias calumniosas luego de que la asambleísta aseverara en una entrevista que la ministra habría realizado supuestos desvíos de fondos públicos a cuentas de amigos. La Corte Nacional de Justicia solicitó a la Asamblea el levantamiento de la inmunidad parlamentaria de Atamaint, pero ésta rechazó la petición. La moción para negar el pedido fue presentada por Paco Moncayo y obtuvo 66 votos a favor, 36 en contra y 11 abstenciones.
El 2 de agosto de 2018 fue nombrada vicepresidenta encargada del Consejo Nacional Electoral luego de ser posesionada como vocal del organismo por el Consejo de Participación Ciudadana y Control Social. Finalmente se posesionó como presidenta del mismo organismo cuando se definió el conjunto de consejeros final.

## Controversias
En las elecciones presidenciales  de 2025 la administración de Atamaint se vio envuelta en una amplia serie de denuncias sobre falta de imparcialidad en la toma de decisiones electorales, denunciándose un conflictos de interés debido a que el presidente Daniel Noboa designó a su hermano Vinicio Kar Atamaint como ministro en el consulado de Queens (Estados Unidos).
Varios candidatos, incluyendo a Luisa González y Leonidas Iza, denunciaron la falta de acciones para garantizar que el presidente Daniel Noboa cumpla con la normativa que requería su delegación de funciones durante la campaña, tal y como lo establece la legislación electoral ecuatoriana, y conectaron a Atamaint con los intereses del presidente Noboa.